# يورغن دام
يورغن دام (7 نوفمبر 1992 في المكسيك - ) هو لاعب كرة قدم مكسيكي وألماني في مركزي الوسط وجناح ‏. شارك مع منتخب المكسيك لكرة القدم. أما مع النوادي، فقد لعب مع بوروسيا دورتموند وتايجرز أونال ونادي باتشوكا ونادي تيكوس.

## وصلات خارجية
- يورغن دام على موقع الاتحاد الدولي (مؤرشف)  (الإنجليزية)
- يورغن دام على موقع الدوري الأمريكي (الإنجليزية)
- يورغن دام على موقع قاعدة بيانات كرة القدم.إي يو (الإنجليزية)
- يورغن دام على موقع ناشيونال فوتبول تيمز (الإنجليزية)
- يورغن دام على موقع Soccerway.com (الإنجليزية)
- يورغن دام على موقع عالم كرة القدم.نت (الإنجليزية)
- يورغن دام على موقع AS.com (الإسبانية)